# Pulekukwerek
Pulekukwerek, Pulekukwerek je mitski heroj koji je štitio narod Yurok ubijajući čudovišta.. Opisuje se kao mali besmrtni humanoid sa rogovima na stražnjici koji je pomogao stvoriti svijet. Izrastao je iz duhana, i dao ovu biljku prvim ljudima.